# رامون هويوس
رامون هويوس (بالإسبانية: Ramón Hoyos) هو دراج كولومبي، ولد في 26 مايو 1932 في مارينيلا في كولومبيا، وتوفي في 19 نوفمبر 2014 في ميديلين في كولومبيا بسبب نوبة قلبية.

## وصلات خارجية
- رامون هويوس على موقع أرشيف الدراجات (الإنجليزية)
- رامون هويوس على موقع إحصائيات الدراجات الإحترافية (الإنجليزية)
- رامون هويوس على موقع أوليمبيديا (الإنجليزية)